# جيمي بولوك (لاعب كرة قدم)
جيمي بولوك (بالإنجليزية: Jamie Pollock)‏ هو لاعب كرة قدم بريطاني في مركز نصف الجناح، ولد في 20 فبراير 1992 في غلاسكو في المملكة المتحدة. لعب مع نادي ألبيون روفرز ونادي إيست فيف ونادي كلايد ونادي ماذرويل.

## وصلات خارجية
- جيمي بولوك (لاعب كرة قدم) على موقع قاعدة بيانات كرة القدم.إي يو (الإنجليزية)
- جيمي بولوك (لاعب كرة قدم) على موقع Soccerbase.com (لاعب) (الإنجليزية)